# Walther MPL/MPK
Pour les articles homonymes, voir MPL.

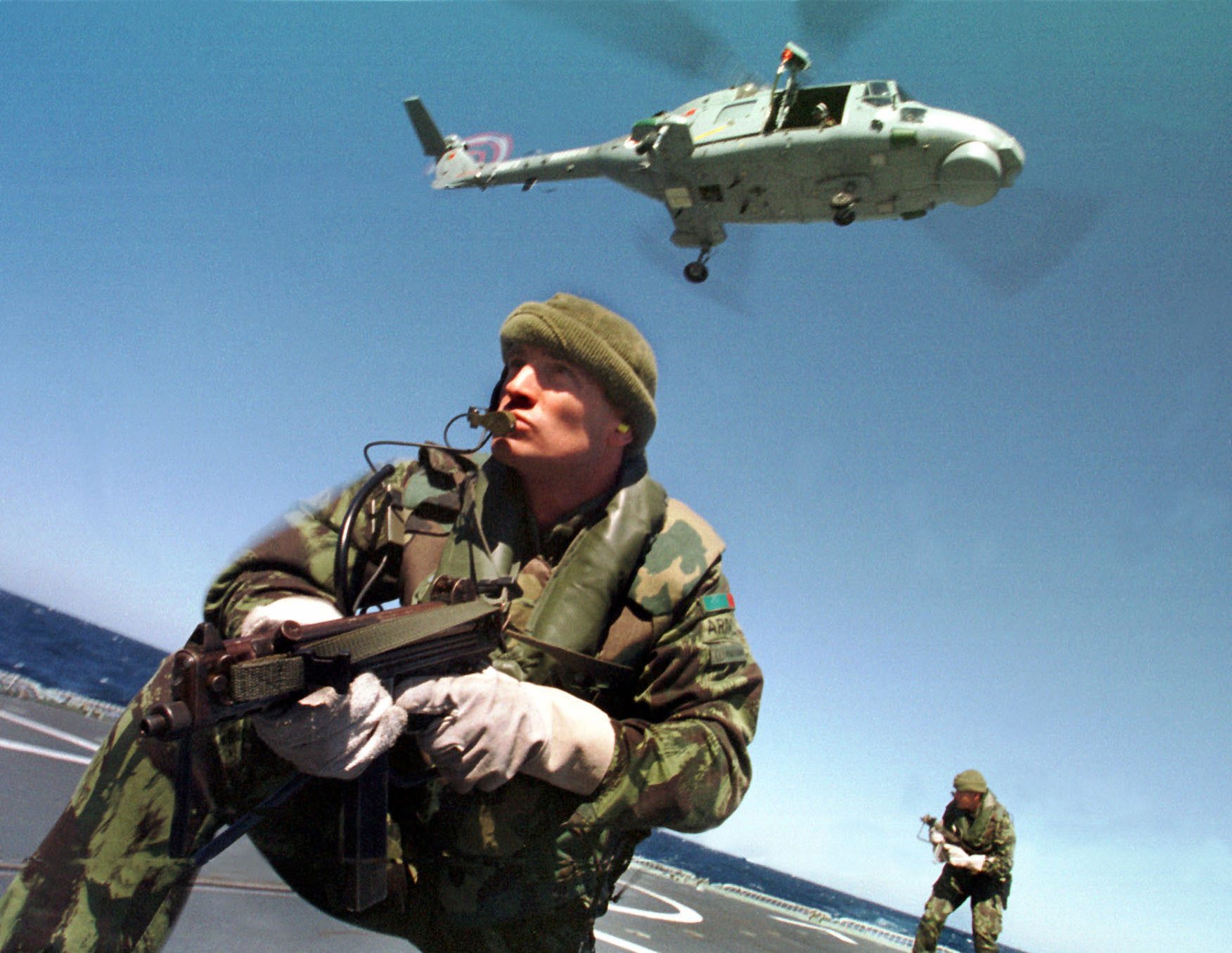
Un fusilier marin portugais armé d'un Walther MPL

Dessin du MPK avec sa crosse déployée

Le MaschinenPistol Lang et sa variante courte Kurz, respectivement MPL et MPK dans le langage courant, est le seul pistolet-mitrailleur fabriqué en série par la firme allemande Walther.  Le MPL est aussi désigné MP-3 tandis que le MPK a également la désignation MP-4 dans la nomenclature de l'armée fédérale allemande menant ultimement au plus célèbre pistolet-mitrailleur MP-5. 

## Présentation
Construits de 1963 à 1987, les MPL/MPK sont des armes de conception simple, à culasse non calée, construites entièrement en tôle emboutie. Elles sont néanmoins robustes, précises et de bonne facture. La crosse se replie latéralement à droite, ou se trouve la fenêtre d'éjection. Le levier d'armement est à gauche. Cette arme se distingue par un canon particulièrement bas, ce qui permet de limiter le relèvement de l'arme lors du tir. Environ 27 000 de ces PM sont sortis des usines d'Ulm.

## Diffusion
Limitées par le rapide succès ultérieur du HK MP5, les ventes des PM Walther ont concerné la Kripo ouest-allemande, la marine mexicaine et la marine portugaise.

## Fiction
Arme très rarement représentée dans des films, ou encore dans des BD, elle figure néanmoins dans plusieurs albums de Largo Winch et notamment en couverture de La Forteresse de Makiling. Elle est également présente dans les jeux vidéo Fallout Tactics, Call of Duty: Black Ops et Max Payne 3.

## Données techniques

### MPL
- Munition :9 mm Parabellum
- Canon : 26 cm
- Longueur :
  - Crosse repliée : 46 cm
  - Crosse dépliée : 74,9 cm
- Masse de l'arme vide : 3 kg
- Chargeur : 32 coups
- Cadence de tir théorique : 550 c/min

### MPK
- Munition :9 mm Parabellum
- Canon : 17,2 cm
- Longueur :
  - Crosse repliée : 37,4 cm
  - Crosse dépliée : 66 cm
- Masse de l'arme vide : 2,8 kg
- Chargeur : 32 coups
- Cadence de tir théorique : 550 c/min

## Utilisateurs
- Afrique du Sud : MPK (SA Police standard submachine gun from 1970-1990).
- Allemagne : utilisé par différentes unités navales dans les années 1960[1]. Également par différents forces de police[2].
- Brésil : MPK[3].
- Colombie : MPK[3].
- États-Unis : utilisé par les Special Forces du détachement A à Berlin-Ouest[4].
- Mexique : Marine mexicaine[2].
- Portugal : Marine portugaise.
- Venezuela : MPK [3].
- Zimbabwe : MPK [3].